# Hypena albofascia
Hypena albofascia är en fjärilsart som beskrevs av Rothschild 1920. Hypena albofascia ingår i släktet Hypena och familjen nattflyn. Inga underarter finns listade i Catalogue of Life.